# التجربة (فلم 2010)
التجربة (بالإنجليزية: The Experiment) هو فيلم إثارة أمريكي أُنتج 2010، أخرجه بول شويرينغ، يقوم ببطولته أدريان برودي وفوريست ويتاكر وماجي غرايس، وتدور أحداثه حول تجربة تحاكي تجربة سجن ستانفورد والذي تم إجرائه تحت إشراف فريق من الباحثين يقوده فيليب زيمباردو عام 1971، وهو أيضاً طبعة جديدة من الفيلم الألماني Das Experiment الذي أصدر عام 2001.

## القصة
26 رجلاً يتم اختيارهم لممارسة أدوار حراس وسجناء في دراسة نفسية، مقابل مبلغ 14.000 دولار يتقاضاها كل مشارك بعد أسبوعين. فيما تفحص الدراسة السلوك العدائي في محيط السجن الاصطناعي. في البداية يتم تقسيم المشاركين عشوائياً ما بين حراس وسجناء، ولكن سرعان ما تبدأ دوامة من العنف، حيث يمضي الحراس والسجناء في العراك حتى النهاية.

## وصلات خارجية
- مقالات تستعمل روابط فنية بلا صلة مع ويكي بيانات

- صفحة الفيلم على موقع IMDB.